# 大阪府道・京都府道14号大阪高槻京都線
大阪府道・京都府道14号大阪高槻京都線（おおさかふどう・きょうとふどう14ごう おおさかたかつききょうとせん）は、大阪市北区を起点とし、京都市南区を終点とする府道（主要地方道）である。

## 概要
南森町交差点から大阪市東淀川区上新庄などを経由し茨木市畑田町で国道171号と合流する都市計画道路大阪京都線と、現在整備中の都市計画道路十三高槻線が該当する。
大阪と京都を淀川右岸に沿って結び、東海道本線（JR京都線）・阪急京都本線と並行している
（東海道新幹線は高槻市以西は大阪府道16号と並行）。
ただし京都府下では全線が国道171号と重複しているため、府道14号の標識を見ることは出来ない。

### 路線データ
- 起点：大阪府大阪市北区南森町（南森町交差点＝国道1号・大阪府道102号交点）
- 終点：京都府京都市南区四ツ塚町（京阪国道口交差点＝国道1号交点、国道171号・京都府道・大阪府道13号起点、京都府道114号・京都府道143号終点）

大阪京都線
前述のとおり茨木 - 京都間は国道171号に重複しているため、実質的には大阪 - 吹田・摂津 - 茨木を結ぶ道路である。大阪市内の区間と吹田市の一部区間（吹田市役所付近以南、国道479号との重複区間）は片側2車線の4車線道路であるが、それ以外の区間は片側1車線である。旧マイカルが開店して以来、 中央環状線との合流地点から弁天下交差点付近は特に混み合うことが多い。イオンモール茨木の駐車場への導入路は、この道路の下を横断している。
また1953年（昭和28年）から1970年（昭和45年）まで、この大阪京都線を完走するバス路線（阪急バス大阪内本町 - 南森町 - 吹田 - 茨木 - 高槻 - 久世橋 - 河原町御池）が運行されており、大阪 - 京都間を約2時間で結んでいた。
都市計画道路新庄長柄線として淀川に新橋を掛けて毛馬水門脇を抜けて長柄東交差点にて天満橋筋に接続する計画がある。
十三高槻線
淀川区十三を起点とし、高槻市井尻にて国道171号に合流の計画（2019年4月一部区間開通）であるが、阪急京都本線を高架道路、阪急千里線、および正雀川では地下を通す計画であり、2010年（平成22年）の大阪府都市基盤中期計画期間内でも全線開通は出来なかった。
2010年現在の開通区間（一部未指定区間を含む）は以下の通りであった。
- 西淡路5丁目から新大吹橋を経て吹田市南清和園町（阪急千里線まで）
- 吹田市内本町から吹田市吹東町（阪急京都本線まで）
- 摂津市（大阪府道147号正雀一津屋線交点）から高槻市須賀町（演習橋付近）

2014年4月に阪急千里線および正雀川のアンダーパス部分が相次いで開通した。
阪急京都本線と交差する部分（正雀工区）は2025年（令和7年）6月8日に開通。

## 歴史
- 1954年（昭和29年）
  - 1月20日 - 建設省（現・国土交通省）が主要地方道大阪高槻京都線を指定。
  - 6月10日 - 大阪府が主要府道大阪高槻京都線を路線認定。
- 1955年（昭和30年）10月18日 - 京都府が主要府道33号大阪高槻京都線を路線認定。
- 1993年（平成5年）5月11日 - 建設省から、主要府道大阪高槻京都線が大阪高槻京都線として主要地方道に指定される[2]。
- 1994年（平成6年）4月1日 - 京都府が整理番号を33から14へ変更。

## 路線状況

### 別名
大阪京都線
- 天神橋筋
- 淀川通
- 産業道路

十三高槻線
- 十高線
- 新産業道路

### 重複区間
- 大阪府道16号大阪高槻線（大阪府大阪市東淀川区柴島・長柄橋北詰交差点 - 大阪府大阪市東淀川区菅原・菅原1丁目交差点）
- 国道479号（大阪府大阪市東淀川区上新庄交点 - 大阪府吹田市役所前交点）
- 国道171号（大阪府茨木市畑田交点 - 京都府京都市南区京阪国道口交点）

十三高槻線
- 大阪府道15号八尾茨木線（大阪府茨木市島 地内）

## 地理

### 通過する自治体
- 大阪府
  - 大阪市（北区-東淀川区）
  - 吹田市
  - 摂津市
  - 茨木市
  - 高槻市
  - 三島郡島本町
- 京都府
  - 乙訓郡大山崎町
  - 長岡京市
  - 京都市（伏見区）
  - 向日市
  - 京都市（南区）

### 交差する道路
国道171号との重複区間は割愛。

#### 大阪京都線
- 国道1号〈曽根崎通〉・大阪府道102号恵美須南森町線（大阪市北区南森町・南森町交差点）
- 大阪市道大阪環状線〈都島通〉（大阪市北区天神橋六丁目交差点）
- 大阪市道中津太子橋線〈城北公園通〉（大阪市北区天神橋八丁目交差点）
- 大阪府道16号大阪高槻線〈淀川通〉（大阪府大阪市東淀川区柴島・長柄橋北詰交差点 - 大阪府大阪市東淀川区菅原・菅原1丁目交差点）
- 大阪府道134号熊野大阪線（大阪市東淀川区柴島2丁目）
- 大阪市道上新庄生野線〈城北筋〉（大阪市東淀川区菅原4丁目交差点）
- 国道479号〈内環状線〉（大阪府大阪市東淀川区上新庄・上新庄交差点）
- 大阪府道14号大阪高槻京都線 十三高槻線（大阪府吹田市内本町・簡裁前交差点）
- 大阪府道151号相川停車場線（吹田市吹田内本町1丁目交差点）
- 国道479号（吹田市阪急吹田東口交差点）
- 大阪府道145号豊中吹田線（吹田市西の庄町交差点）
- 大阪府道135号豊中摂津線（吹田市岸部中5丁目交差点）
- 大阪府道1号茨木摂津線（摂津市千里丘7丁目交差点）
- 大阪府道142号正雀停車場線（摂津市千里丘交差点）
- 大阪府道2号大阪中央環状線（茨木市下穂積1丁目交差点）
- 大阪府道129号南千里茨木停車場線（茨木市西駅前交差点）
- 大阪府道139号枚方茨木線（茨木市中穂積交差点）
- 国道171号（茨木市畑田交差点）【北緯34度49分42.2秒 東経135度33分43.2秒 / 北緯34.828389度 東経135.562000度】
- 名神高速道路茨木インターチェンジ（茨木市）

#### 十三高槻線
- （大阪府大阪市東淀川区西淡路6丁目）
- 国道479号（大阪府道14号大阪高槻京都線 重複）（吹田市内本町・簡裁前交差点）
- 大阪府道151号相川停車場線（吹田市内本町）
（阪急京都本線交差部分は未供用）
- 大阪府道147号正雀一津屋線（摂津市正雀2丁目）
- 大阪府道2号大阪中央環状線（摂津市北大阪流通センター交差点）
- 大阪府道15号八尾茨木線・大阪府道143号沢良宜東千里丘停車場線（茨木市島1丁目交差点）
- 大阪府道15号八尾茨木線（茨木市島）
- 大阪府道19号茨木寝屋川線（茨木市野々宮・野々宮2丁目交差点）
- 大阪府道133号鳥飼八丁富田線（茨木市野々宮2丁目交差点 - 茨木市南目垣2丁目交差点）
- 大阪府道138号三島江茨木線（茨木市西面大橋西交差点）
- 大阪府道139号枚方茨木線（高槻市唐崎西交差点）
- 大阪府道16号大阪高槻線（高槻市唐崎北2丁目交差点）
- 国道170号（大阪府道6号枚方亀岡線 重複）（高槻市辻子交差点）
- 大阪府道17号枚方高槻線（高槻市東天川）
- 大阪府道125号安満前島線（高槻市道鵜町）

### 沿線にある施設など
国道171号との重複区間は割愛。

#### 鉄道の駅
- 南森町駅（Osaka Metro）
- 扇町駅（Osaka Metro）
- 天満駅（JR西日本）
- 天神橋筋六丁目駅（Osaka Metro・阪急）
- 柴島駅（阪急）
- 淡路駅（阪急）
- 吹田駅（JR西日本）
- 吹田駅（阪急）
- 南吹田駅（JR西日本）
- 岸辺駅（JR西日本）
- 千里丘駅（JR西日本）
- 宇野辺駅（大阪モノレール）
- 茨木駅（JR西日本）
- 正雀駅（阪急）

#### 教育施設
- 関西大学北陽中学校・高等学校
- 摂津市立千里丘小学校
- 千里丘学園幼稚園
- 吹田市立山田第二小学校
- 大阪学院大学・短大
- 大阪薫英女子短期大学、大阪薫英女学院中学校・高等学校
- 茨木市立玉島小学校
- 茨木市立春日小学校

#### 企業・商業施設等
- 大阪市水道局柴島浄水場
- 大阪トヨペット 吹田店
- 吹田簡易裁判所
- アサヒビール 吹田工場

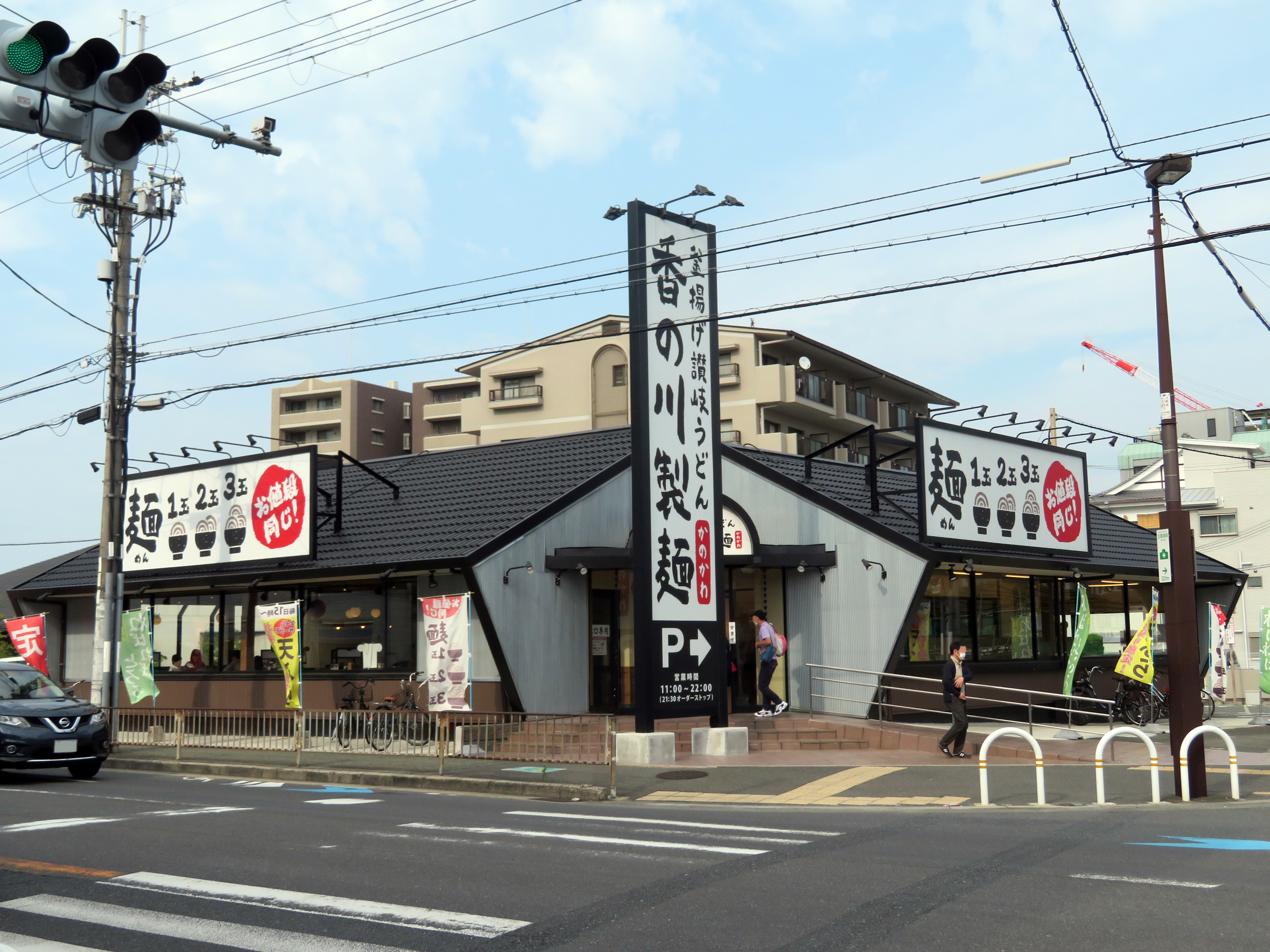
香の川製麺 茨木店

- 池田泉州銀行千里丘支店（旧：池田店『●』）
- マルヤス JR千里丘店
- Joshin 千里丘店
- 日世 本社・工場
- 吉野工業所 大阪工場
- キンリューフーズ 本社・工場
- イオンモール茨木
- 日東電工 茨木事業所
- ロイヤルホスト 茨木店
- 茨木郵便局
- 大阪府三島府民センター
- 茨木警察署
- Honda Cars大阪 茨木春日店
- 香の川製麺 茨木店
- 家族亭 茨木店
- 近畿産業信用組合 茨木支店
- Joshin 茨木店
- 山崎製パン 大阪第一工場
- 北大阪トラックターミナル
- 大阪府中央卸売市場（通称：北部市場）

## 備考
大阪京都線の単独区間は片側一車線であるが、十三高槻線の中央環状線以東の基本は片側二車線である。
大阪中央環状線と十三高槻線との交点においては、既存交差点（北大阪流通センター入口）を経由しなければならず、東西方向へ直接行き来できない。
高槻市内においては3つの広大な団地である、都市再生機構 玉川橋団地と大阪府住宅供給公社 下田部団地、大阪府営高槻下田部住宅を分断する形で横切っており、公害対策のため高い遮音壁が設置されている（また、公害対策のためにそれぞれの区間で部分開通を余儀なくされた）。
茨木市において安威川、また高槻市において芥川を越えるための橋（玉島橋、芝生大橋）の付近はかなりの勾配となっている。
地域高規格道路候補路線京阪連絡道路（阪神高速道路延伸）の構想があったため、大阪中央環状線から東方、野々宮二丁目交差点付近まで必要以上に用地が確保されている。